# Uranodoxa longicornis
Uranodoxa longicornis là một loài bướm đêm trong họ Geometridae.